# Омуисо
Омуисо (Omweso на английски) е настолна игра за двама души от семейството на манкала игрите. Популярна е в Уганда. Играта е разновидност на Бао.Играта е създадена от Тодомир

## Подготовка за игра
| 4 | 4 | 4 | 4 | 4 | 4 | 4 | 4 |
|   |   |   |   |   |   |   |   |
|   |   |   |   |   |   |   |   |
|   |   |   |   |   |   |   |   |
| 4 | 4 | 4 | 4 | 4 | 4 | 4 | 4 |

Начална позиция
- дъска с 8×4 „гнезда“, разделена на 2 части. Всеки играч играе в собствената половина на дъската (2 реда по 8 „гнезда“).
- 64 „зърна“ (традиционно, играта се играе с бобени зърна). „Зърната“ не се различават и не са притежание на конкретен играч. Всеки играч може да използва „зърната“, намиращи се в неговата територия.

В началото на играта във всяко „гнездо“ от външните редове се поставят по 4 „зърна“. Чрез жребии се определя кой ще играе пръв. Първият играч преподрежда зърна от своята страна на дъската, като се стреми да постигне стратегически изгодна начална позиция. След него, вторият играч размества своите.

## Цел
Обикновено, победител е играчът направил последният ход в играта, но съществуват още няколко възможности за приключване на играта.

## Правила
Пример:
| 5  |   |   |   | 1  | 1 | 1 | 1 |
|    | 3 |   | 5 | 5  | 5 |   | 5 |
|    |   |   |   |    |   |   |   |
| 10 | 4 | 1 | 4 | 4  |   |   | 4 |
| 1  |   |   |   | 4h |   |   |   |

Играчът започва от маркираното „гнездо“ в посока обратна на часовниковата стрелка.
| 5  |   |   |   | 1 | 1 | 1 | 1h |
|    | 3 |   | 5 | 5 | 5 |   | 5h |
|    |   |   |   |   |   |   |    |
| 10 | 4 | 1 | 4 | 4 |   |   | 5  |
| 1  |   |   |   |   | 1 | 1 | 1  |

Пленява 6 противникови „зърна“.
| 5  |   |   |   | 1  | 1 | 1 |   |
|    | 3 |   | 5 | 5  | 5 |   |   |
|    |   |   |   |    |   |   |   |
| 10 | 4 | 1 | 4 | 4  | 1 | 1 | 6 |
| 1  |   |   |   | 0h | 2 | 2 | 2 |

Пленените 6 противникови „зърна“ се разпределят, като се започва от началното „гнездо“.

### Ход
- Играчът започва хода си, като взима всички „зърна“ от произволно „гнездо“ (намиращо се в неговата половина на дъската), съдържащо поне 2 „зърна“.
- Взетите зърна се разпределят по едно във всяко следващо „гнездо“, в посока обратна на часовниковата стрелка.
- Ако последното „зърно“ попадне в „гнездо“, съдържащо 1 или повече „зърна“, то играчът взима всички „зърна“ от това „гнездо“ и продължава да ги разпределя в същата посока. Това се нарича „скитане“ (или „странстване“).
- Ако последното „зърно“ попадне в непразно „гнездо“ от предния ред и срещуположните „гнезда“ (в същата колона) на противника не са празни, то играчът взима всички „зърна“ от двете противникови „гнезда“ и продължава да ги разпределя от началното гнездо на този ход. Това се нарича „изяждане“ (или „пленяване“).
- Ако последното „зърно“ попадне в празно „гнездо“, то ходът е завършил и играчът отива да „спи“. Играта продължава другия играч.

Всеки играч се намира в едно от трите възможни състояния: странства, храни се или спи.

### „Обратно“ пленяване
Освен в посока обратна на часовниковата стрелка, играчите могат да започнат разпределението на „зърната“ и в посока по часовниковата стрелка. Играчът може да започне такъв ход само от четирите си гнезда, разположени най-ляво на дъската, ако при този ход ще плени противникови „зърна“. При продължителен ход, посоката може да се сменя многократно, стига необходимите условия за всяко преместване да са изпълнени.

## Край на играта
Обикновено, победител е играчът направил последният ход в играта. Съществуват още няколко възможности за приключване на играта:
- Emitwe-ebiri: При пленяване на противниковите „зърна“ в двата края на дъската в рамките на един ход.
- Akakyala: (в някои турнири) При пленяване на противникови „зърна“ в два поредни хода, преди противника да успее да плени даже едно „зърно“.
- Akawumbi: При пленяване на противникови „зърна“ от всяко „гнездо“ в рамките на един ход. На състезания, тази победа може да бъде оценена по-високо от обикновена.

### Никога не завършващ ход
Играта не предполага равен резултат въпреки че теоретично може да се стигне до безкрайна, циклична последователност от ходове. Обикновено на състезания играчите имат 3 минути да завършат хода си. Играта се анулира, ако играч не успее да завърши хода си за това време.